# Llista d'aerolínies desaparegudes de Luxemburg
Llista d'aerolínies desaparegudes de Luxemburg:
| Aerolínia           | Imatge | IATA | ICAO | Distintiu | Principi d'operacions | Fi d'operacions | Notes                               |
| ------------------- | ------ | ---- | ---- | --------- | --------------------- | --------------- | ----------------------------------- |
| Cargo Lion          |        |      | TLX  | -         | 1992                  | 2001            |                                     |
| Silver Arrows       |        |      | SVW  | -         | 1999                  | 2004            | Renombrat com Global Jet Luxembourg |
| Strategic Airlines  |        | SH   | STU  | LUXLINER  | 2010                  | 2012            |                                     |
| West Air Luxembourg |        |      | WLX  | WEST LUX  | 2001                  | 2014            | Renombrat com Smart Cargo           |